# The Post
The Post é um filme estadunidense de 2017 dos gêneros drama biográfico e suspense, dirigido por Steven Spielberg e estrelado por Meryl Streep, Tom Hanks, Sarah Paulson, Bob Odenkirk, Tracy Letts, Bradley Whitford, Bruce Greenwood e Matthew Rhys. A trilha sonora foi composta por John Williams, em sua 28ª colaboração com Spielberg.
A estreia no país de origem ocorreu em 22 de dezembro de 2017.
Ambientado no início dos anos 1970, The Post dramatiza a história real dos jornalistas do Washington Post tentando publicar os Pentagon Papers, documentos secretos sobre o envolvimento dos Estados Unidos na Guerra do Vietnã.

## Elenco
- Meryl Streep - Kay Graham
- Tom Hanks - Ben Bradlee
- Sarah Paulson - Antoinette "Tony" Pinchot Bradlee
- Bob Odenkirk - Ben Bagdikian
- Tracy Letts - Fritz Beebe
- Bradley Whitford - Arthur Parsons
- Bruce Greenwood - Robert McNamara
- Carrie Coon - Meg Greenfield
- Matthew Rhys - Daniel Ellsberg
- Alison Brie - Lally Graham
- Jesse Plemons - Roger Clark
- David Cross - Howard Simons
- Zach Woods - Anthony Essaye
- Pat Healy - Phil Geyelin
- Michael Stuhlbarg - Abe Rosenthal
- Jessie Mueller - Judith Martin
- Stark Sands - Don Graham
- Neal Huff - Tom Winship

## Prêmios e indicações
| Ano  | Premiação              | Categoria             | Recipiente       | Resultado | Ref.   |
| ---- | ---------------------- | --------------------- | ---------------- | --------- | ------ |
| 2018 | Oscar 2018             | Melhor filme          | The Post         | Indicada  | [ 11 ] |
| 2018 | Oscar 2018             | Melhor atriz          | Meryl Streep     | Indicada  | [ 11 ] |
| 2018 | Globos de Ouro de 2018 | Melhor filme de drama | The Post         | Indicada  | [ 12 ] |
| 2018 | Globos de Ouro de 2018 | Melhor diretor        | Steven Spielberg | Indicada  | [ 12 ] |
| 2018 | Globos de Ouro de 2018 | Melhor roteiro        | The Post         | Indicada  | [ 12 ] |
| 2018 | Globos de Ouro de 2018 | Melhor ator em drama  | Tom Hanks        | Indicada  | [ 12 ] |
| 2018 | Globos de Ouro de 2018 | Melhor atriz em drama | Meryl Streep     | Indicada  | [ 13 ] |
| 2018 | Globos de Ouro de 2018 | Melhor trilha sonora  | The Post         | Indicada  | [ 13 ] |

## Recepção da crítica
No agregador de críticas Rotten Tomatoes, o filme recebe boas qualificações. O filme recebe pareceres favoráveis de 88% da crítica especializada baseada em 387 críticas e 73% da audiência.
Marcelo Hessel, do site Omelete, fez classificou o filme como ótimo e anotou que: "The Post se apresenta nostalgicamente não apenas como um libelo pela liberdade de imprensa mas principalmente como uma defesa de instituições. Não é por acaso que tanto a esquerda quanto a direita americana o recebam bem; o filme de Steven Spielberg trata personagens como personificações dos pilares do seu tempo: o Estado, a mídia, a família."
Sérgio Dávila, do jornal Folha de S.Paulo, também classificou o filme como ótimo e disse que "o longa faz um bom retrato da imprensa."

André Miranda, do jornal O Globo, fez crítica favorável ao filme e acrescentou que: "Esse sentimento de que é preciso lutar pela liberdade acompanha “The Post” do início ao fim. Bem ao estilo de Spielberg, a trama se transforma numa aventura — dialética e não física — de idealistas lutando contra uma opressão política e econômica."